# Marinaleda
Marinaleda település Spanyolországban, Sevilla tartományban. Marinaleda Écija, Herrera, Estepa és El Rubio községekkel határos. Lakosainak száma 2555 fő (2024).

## Népesség
A település népessége az elmúlt években az alábbi módon változott:
| Lakosok száma | 2638 | 2676 | 2670 | 2724 | 2786 | 2748 | 2665 | 2627 | 2579 | 2555 |
|               | 2001 | 2004 | 2007 | 2009 | 2012 | 2014 | 2017 | 2019 | 2022 | 2024 |